# Kanton Saint-Genis-de-Saintonge
Kanton Saint-Genis-de-Saintonge (fr. Canton de Saint-Genis-de-Saintonge) je francouzský kanton v departementu Charente-Maritime v regionu Poitou-Charentes. Skládá se ze 16 obcí.

## Obce kantonu
- Bois
- Champagnolles
- Clam
- Clion
- Givrezac
- Lorignac
- Mosnac
- Plassac
- Saint-Dizant-du-Gua
- Saint-Fort-sur-Gironde
- Saint-Genis-de-Saintonge
- Saint-Georges-Antignac
- Saint-Germain-du-Seudre
- Saint-Grégoire-d'Ardennes
- Saint-Palais-de-Phiolin
- Saint-Sigismond-de-Clermont